# Zac Poonen
Zac Poonen geboren in 1939 in New Delhi, is een Indiase bijbelleraar en kerkleider in de Christian Fellowship Church, een heiligheidsbeweging in India met honderden kerken. In de Verenigde Staten wordt zijn boodschap verspreid door Raven's Ministry.
Hij heeft meer dan 25 boeken geschreven, die vertaald zijn in verschillende talen, waaronder het Nederlands en Duits.
Poonen is zeer scherp in zijn kritiek op de huidige vrije kerk, vooral op het charismatische deel ervan. De erfenis van de heiligheidsbeweging klinkt nog in alle kracht in hem door en hij is erg ouderwets en puriteins. Hij gelooft bijvoorbeeld dat christelijke rockmuziek van de duivel is, een mening die hij deelde met de predikant David Wilkerson. Hij heeft ook de theologie van het welvaartsevangelie sterk veroordeeld. Het thema van heiligheid is absoluut dominant in alles wat hij schrijft. 

## Biografie
Hij was aanvankelijk werkzaam bij de Indiase marine, net als zijn grote voorbeelden Johan Oscar Smith en Elias Aslaksen, maar nam in 1966 ontslag om zich fulltime te wijden aan geestelijk werk. Poonen werd theologisch beïnvloed door de heiligheidsbeweging aan het begin van de 20e eeuw en Brunstad Christian Church. Ook werd hij beïnvloed door: Madame Guyon, Charles Finney, D.L.Moody, Jessie Penn-Lewis, Watchman Nee, A.W. Tozer, Sadhu Sundar Singh en Bakht Singh.
In de periode 1971 - 1991 maakte hij deel uit van de huidige Brunstad Christian Church. Maar een discussie met de Noorse leiding leidde tot zijn vertrek. In die tijd bezocht hij ook de conferenties in Nederland. Daarna werd hij door de organisatie "Heart Cry" verschillende keren uitgenodigd voor christelijke conferenties op de Kroeze Danne.